# Мрави (ТВ филм)
„Мрави” је југословенски ТВ филм из 1976. године. Режирао га је Урош Ковачевић а сценарио је написао Алија Хафизовић.

## Улоге
| Глумац              | Улога |
| ------------------- | ----- |
| Руди Алвађ          |       |
| Даринка Гвозденовић |       |
| Урош Крављача       |       |
| Бранко Личен        |       |
| Михајло Мрваљевић   |       |
| Етела Пардо         |       |
| Вера Прегарец       |       |